# Pogonophryne tronio
Pogonophryne tronio is een straalvinnige vissensoort uit de familie van de gebaarde ijskabeljauwen (Artedidraconidae). De wetenschappelijke naam van de soort is voor het eerst geldig gepubliceerd in 2012 door Shandikov, Eakin & Usachev.